# Salvatore Lombardo
Salvatore Lombardo (Trapani, 12 gennaio 1948) è un politico ed ex arbitro di calcio italiano, oltre che ex dirigente arbitrale.

## Biografia
Laureato in giurisprudenza, è stato  notaio di professione fino al gennaio del 2023. Dal maggio 2016 fino al maggio 2019 è stato Presidente del Consiglio Nazionale del Notariato.

### Carriera arbitrale
Nel 1971 è già presidente della sezione AIA di Marsala e lo rimane fino al 1984. Nel 1976 viene promosso alla CAN e gli  viene assegnato il premio nazionale “Seminatore d'oro”  quale migliore arbitro dalla Commissione Arbitri Semi-Professionisti (C.A.S.P.).
Entrato nella CAN A e B, arbitra 132 gare di cui 54 in serie A.
Nel 1982 è rappresentante degli arbitri in attività in seno alla CAN, ottenendo il premio nazionale "Florindo Longagnani" come miglior arbitro debuttante.
Esordisce in serie A l'8 settembre 1985 e vi resta fino alla stagione sportiva 1987-1988 .
Lasciato l'arbitraggio, comincia l'attività dirigenziale ottenendo il "Premio Saverio Giulini" quale migliore dirigente arbitrale nella stagione 1988-1989 come vice presidente AIA.
Commissario nazionale dell'AIA dal 1991 al 1992, diviene Presidente nazionale dell'Associazione Italiana Arbitri dal 1992 al 1997.
Dal febbraio 2009 fino al dicembre 2012 è stato Vice Presidente della Lega Italiana Calcio Professionistico (Lega Pro).
Fa parte dell'Osservatorio nazionale sulle manifestazioni sportive.

### Carriera politica
Nel 1991 fu eletto sindaco di Marsala, alle prime elezioni dirette, per il centrosinistra, con il 51,2%. Viene rieletto nel 1997 con il 58,4%. Si dimette nel 2001 per candidarsi alle politiche.
Alle elezioni politiche del 2001 è candidato con L'Ulivo alla Camera nel collegio maggioritario di Marsala, ma ottiene il 40,3% e perde contro il candidato de La Casa delle Libertà, Massimo Grillo.
Il 27 maggio 2016 viene eletto Presidente del Consiglio Nazionale del Notariato.